# Golden Gate-bron
Golden Gate-bron är en hängbro över sundet Golden Gate i Kalifornien, USA. Bron invigdes 28 maj 1937 och är 2 737 meter lång med ett brospann på 1 280 meter. Den var världens längsta hängbro från 1937 till 1964 och är en av världens mest omskrivna broar.

## Historik
Golden gate-Bron ritades av Joseph Baermann Strauss som även har ritat Järnvägsbron över Trollhätte kanal i Vänersborg.
Bron byggdes mellan åren 1933 och 1937 och kostade över 35 miljoner dollar (motsvarande ca 650 miljoner dollar eller 6,4 miljarder kronor i 2019 års penningvärde) att bygga. Stålbalkarna till bron tillverkades av företaget Bethlehem Steel på östkusten. De transporterades med tåg till kusten, för att sedan skeppas till San Francisco via Panamakanalen. Stora kranar lyfte upp balkarna som fästes med bultar. Under byggnationen miste 11 personer livet. När bron byggdes blåste det ibland vindar över 20 m/s. Det tog fyra år att måla bron med den typiska rödbruna färgen som skyddar konstruktionen mot angrepp från väder och vind samt gör den synlig i dimma.
Golden Gate-bron hade världens längsta hängbrospann från 1937 till 1964. Det året färdigställdes den snarlikt byggda Verrazano-Narrows Bridge i New York, med ett 18 meter längre huvudspann.

## Användning

### Transportmedel
Bron används flitigt av människor som reser över sundet. De flesta föredrar att åka över bron istället för att åka färja.
Bron har bara stängts av helt ett fåtal gånger under sin existens. Det har skett med anledning av höga vindhastigheter (vid tre tillfällen), statsbesök/jubileer (tre tillfällen) eller underhåll (en gång).

### Självmordsrisk
Golden Gate-bron har blivit ökänd för att den är den populäraste självmordsplatsen i hela världen. 2012 rapporterades 33 dödsfall efter att folk kastat sig ut från Golden Gate-bron, och det antalet har legat stadigt på samma nivå under senare års tid. Totalt har cirka 1 600 hoppat från bron sedan öppnandet 1937, vilket gör den till världens självmordstätaste plats. Ett 80-tal självmordskandidater tas årligen från bron innan de hunnit hoppa. 2013 pratades 118 potentiella hoppare framgångsrikt till att inte hoppa. I snitt dör minst 98 av 100 personer som hoppar från bron; de som dör gör det antingen omedelbart från inre skador eller genom att drunkna eller hypotermi.
En omröstning bland brons besökare ledde 1960 till att man stängde gångbanorna över bron mellan solnedgång och soluppgång, med hänvisning till allmänhetens säkerhet.
Självmordsfrekvensen har blivit ett stort problem, och man är en av flera större broar som fått sätta upp nödtelefoner med tanke på bland annat självmordssituationer. Det finns också en liten blå skylt ovanför nödtelefonerna som påminner om de dödliga riskerna med att hoppa och uppmanar till att ringa om hjälp. Det finns även vakter som kan prata med och i värsta fall övermanna självmordsbenägna personer.
Det har diskuterats om det ska uppföras ett antisjälvmordsstängsel runt bron för att omöjliggöra självmordshopp. Ett motsvarande nät sattes i början av 2000-talet upp på Munster-katedralen i schweiziska Bern, vilket stoppat alla självmordsförsök sedan dess.

## Bron och dimman
Golden Gate-bron är målad i en karakteristisk rödorange färg. Färgen – "International Orange" – valdes bland annat för att skilja bron från de kalla himmels- och havsfärgerna samt för att göra den tydlig för passerande båtar. Brons färgsättning var också delvis vald för att den skulle vara extra tydlig i dimmigt väder. Golden Gate-sundet är ofta drabbat av havsdimma som kan driva in och täcka bron med omgivningar. Alltsedan brons invigning har två mistlurar därför funnits placerade på bron, en på mitten och en vid den södra pylonen. Mistlurarna är i snitt igång 2 ½ timmar om dagen, sett över hela året.

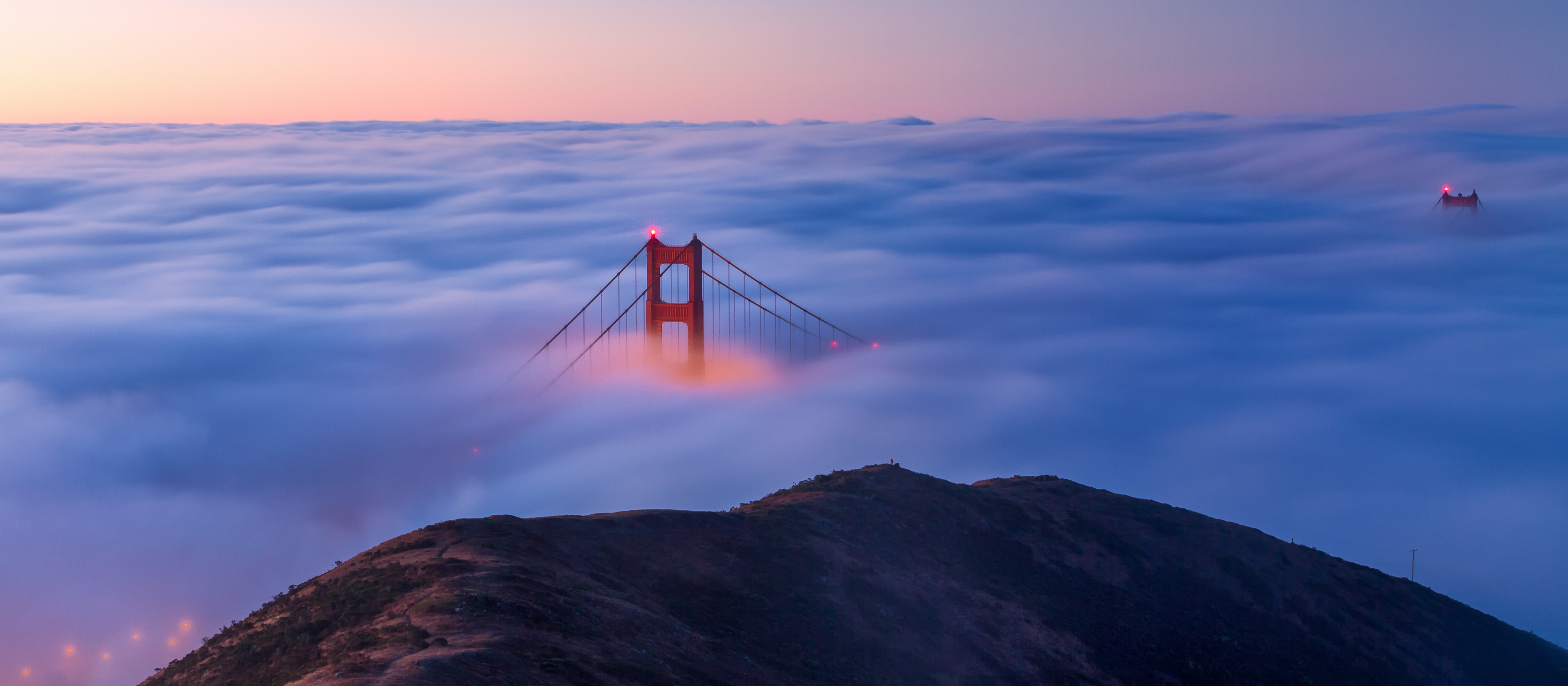
Golden Gate-sundet är ofta omgärdat av dimma. På det här fotot – taget en tidig augustimorgon 2013 – syns endast toppen av Golden Gate-brons pyloner. Fotot är taget mot sydöst, och dimman täcker hela San Francisco-bukten.

## Uppmärksamhet och erkännande
Brons karakteristiska utseende, natursköna läge vid ett av USA:s största befolkningscentra och att den åren 1937–1964 hade världens längsta brospann har gjort den till ett av världens mest kända och avbildade byggnadsverk. Från Riddarfalken från Malta (1941) till Apornas planet: (r)Evolution (2011) har bron figurerat som motiv i minst 26 långfilmer. Den har dessutom flitigt synts som kuliss i amerikanska TV-serier och filmer som utspelats i eller kring San Francisco.
Golden Gate-bron finns med på den lista över moderna världens sju underverk som American Society of Civil Engineers sammanställde 1994.